# 시미즈 준
시미즈 준(일본어: 清水 純, 1985년 5월 21일 ~ )는 일본의 전 축구 선수이다.

## 구단 경력
과거 후쿠시마 유나이티드 FC에서 활동하였다.